# BWT AG
BWT AG er en østrigsk vandteknologivirksomhed, den er baseret Mondsee, Oberösterreich.
De er specialiserede i vandbehandlingsanlæg, hvilket inkluderer filtrering, afsaltning, blødgøring, rensning samt varmt & koldt vand.
BWT blev etableret som Benckiser Wassertechnik i 1823 af Johann Adam Benckiser i Tyskland.